# 2004年8月逝世人物列表
2004年逝世人物列表：1月 - 2月 - 3月 - 4月 - 5月 - 6月 - 7月 - 8月 - 9月 - 10月 - 11月 - 12月
2004年8月逝世人物列表，是用于汇总2004年8月期间逝世人物的列表。

## 按日期排序

### 1日
- 菲力浦·阿貝爾森（Philip Abelson），91歲，美國物理學家，錽的共同發現者，呼吸衰竭。[1]
- 薇薇安·奧斯丁（Vivian Austin），84歲，美國女演員。
- 约翰·希金斯（John Higgins），88歲，美國奧運游泳運動員和教練，肺炎。[2]
- George F. Kugler， Jr.，79歲，美國律師。[3]
- 西德尼·摩根貝瑟（Sidney Morgenbesser），82歲，美國哲學家。[4]
- 瑪德琳·羅賓遜（Madeleine Robinson），86歲，法國女演員。[5]
- Ken Timbs，53歲，美國職業摔跤手，心肌病和充血性心力衰竭。

### 2日
- V. Balakrishnan，72歲，印度馬拉雅拉姆文作家和翻譯家。
- 弗朗索瓦·克雷哈爾斯（François Craenhals），77歲，比利時漫畫家。[6]
- V. Lamar Gudger，85歲，美國法官和政治家。[7]
- 海因里希·馬克，92歲，愛沙尼亞政治家，流亡總理（1971-1990）。
- 何塞·奧瑪律·帕斯托裡薩（José Omar Pastoriza），62歲，阿根廷足球運動員和教練，心血管疾病。
- 阿圖羅·托倫蒂諾（Arturo M. Tolentino），93歲，菲律賓律師和政治家，心臟病發作。
- 唐·托斯蒂（Don Tosti），81歲，美國音樂家和作曲家。[8]

### 3日
- 亨利·卡蒂尔-布雷松（Henri Cartier-Bresson），95歲，法國攝影師。[9]
- 格洛麗亞·愛默生（Gloria Emerson），75歲，美國作家，記者和《紐約時報》戰地記者，自殺。[10]
- 鮑勃·墨菲（Bob Murphy），79歲，美國職業棒球大聯盟體育解說員，肺癌。
- 布萊恩·尼克洛夫（Bryon Nickoloff），48歲，加拿大國際象棋大師，胃癌。[11]
- 傑拉爾丁·佩羅尼（Geraldine Peroni），51歲，美國電影剪輯師（《玩家》《T博士與女人》《邁克爾》），自殺。[12]

### 4日
- 皮埃爾·德·切維涅（Pierre de Chevigné），95歲，法國政治家。[13]
- 羅伯特·約德爾·詹寧斯，90歲，英國法學家，國際法院院長。[14]
- Eivor Landström，85歲，瑞典女演員。
- 弗蘭克·麥克斯韋（Frank Maxwell），87歲，美國演員。[15]
- 瑪麗·謝爾曼·摩根（Mary Sherman Morgan），82歲，美國火箭科學家。
- 侯賽因·帕納希（Hossein Panahi），47歲，伊朗演員和詩人，心臟病發作。
- 渡邊文雄，74歲，日本演員。[16]

### 5日
- 烏里·阿德爾曼（Uri Adelman），45歲，以色列作家、音樂家、計算機專家和學者，心臟病發作。[17]
- 唐·格羅斯曼（Don Grossman），83歲，澳大利亞足球運動員。
- 伊迪絲·希門尼斯（Edith Jiménez），86歲，巴拉圭造型藝術家。[18]
- 安德列·沃根斯基（André Wogenscky），88歲，法國現代主義建築師，美術學院院士。[19]

### 6日
- 埃尼奧·安東內利（Ennio Antonelli），77歲，義大利演員和拳擊手。[20]
- 約瑟夫·瑪麗·洛·杜卡（Joseph-Marie Lo Duca），98歲，義大利裔法國記者、小說家、藝術評論家和電影歷史學家。[21]
- 里克·詹姆斯（Rick James），56歲，美國歌手（“Mary Jane”，“Give It to Me Baby”，“Super Freak”）和製片人，心臟病發作。[22]
- 菲力浦·詹森（Philip G. Johnson），78歲，美國名人堂純種賽馬訓練師。
- 唐納德·賈斯蒂斯（Donald Justice），78歲，美國詩人。[23]
- Murray S. Klamkin，83歲，美國數學家。

### 7日
- 雷德·阿代爾，89歲，美國油井消防員。[24]
- 瑪麗亞·埃斯佩蘭薩·德·比安基尼（María Esperanza de Bianchini），75歲，委內瑞拉神秘主義者。
- G.T. Hogan，75歲，美國爵士鼓手。
- 伯纳德·列文（Bernard Levin），75歲，英國記者和廣播員，阿爾茨海默病。[25]
- 伊斯梅尔·罗德里格斯（Ismael Rodríguez），86歲，墨西哥電影導演，編劇，呼吸衰竭。[26]
- 尤卡·西皮萊（Jukka Sipilä），68歲，芬蘭演員和電視導演。
- 戈登·史密斯（Gordon Smith），80歲，蘇格蘭足球運動員。[27]
- 克裡斯·華萊士（Chris Wallace），70歲，澳大利亞計算機科學家和物理學家。

### 8日
- 恩里克·阿布蘭奇斯（Henrique Abranches），71歲，安哥拉作家和人類學家，中風。
- Gypsy Boots，89歲，美國健康和健身先驅。
- 伊娃·弗洛默（Eva Frommer），76歲，德裔英國兒童精神病學顧問。
- 保羅·迦納（Paul Garner），95歲，美國喜劇演員，三個臭皮匠的同事。[28]
- Leon Golub，82歲，美國藝術家和畫家。[29]
- 迪米特裡斯·帕帕邁克爾（Dimitris Papamichael），70歲，希臘演員，心臟病發作。[30]
- Jean Pouliot，81歲，加拿大廣播先驅。[31]
- S. V. Ramadoss，83歲，印度演員。
- Fay Wray，96歲，加拿大裔美國女演員（《金剛》）。[32]

### 9日
- Liisi Beckmann，79歲，芬蘭設計師和藝術家。
- Sam Hogin，54歲，美國鄉村音樂詞曲作者。
- 羅伯特·勒考特（Robert Lecourt），95歲，法國政治家，法官和歐洲法院院長。[33]
- 托尼·莫托拉（Tony Mottola），86歲，美國吉他手，曾與弗蘭克·辛納屈（Frank Sinatra）和《今夜秀》（The Tonight Show）管弦樂隊一起演奏。[34]
- 爱德华·诺德曼（Eduard Neumann），93歲，二戰期間的德國空軍軍官。
- 大卫·拉克辛（David Raksin），92歲，美國影視配樂作曲家（蘿拉）。[35]
- 索爾·羅森茨威格（Saul Rosenzweig），97歲，美國心理學家和治療師。[36]
- 勒内·他顿（René Taton），89歲，法國作家和科學史學家。[37]

### 10日
- 沃爾特·比爾瑟（Walter Bielser），75歲，瑞士足球運動員。[38]
- K. P. Brahmanandan，58歲，來自喀拉拉邦的印度歌手。[39]
- 艾倫·科恩（Alan N. Cohen），73歲，美國籃球高管，波士頓塞爾特人隊老闆。[40]
- 詹姆斯·斯蒂尔曼·洛克菲勒，102歲，洛克菲勒家族的美國成員，奧運冠軍，中風。[41]

### 11日
- 大衛·加爾卡特爵士（Sir David Calcutt），73歲，英國大律師和公務員。[42]
- 喬·福爾斯（Joe Falls），76歲，美國記者，《底特律新聞》（The Detroit News）的長期體育撰稿人，心臟病發作。
- Bill Martin Jr.，88歲，美國《Chicka Chicka Boom Boom》的作者。[43]
- 沃爾夫岡·蒙森（Wolfgang Mommsen），73歲，德國歷史學家。[44]

### 12日
- Bjarne Andersson，64歲，瑞典越野滑雪運動員，奧運會銀牌得主（1968年）。[45]
- 胡馬雍·阿扎德，57歲，孟加拉國詩人、作家、評論家、語言學家和學者。
- Godfrey Hounsfield，84歲，英國電氣工程師，諾貝爾醫學獎獲得者，CAT掃描的共同發明者。[46]
- John McGuigan，71歲，蘇格蘭足球運動員。
- 塞巴斯蒂安·昂托里亞（Sebastián Ontoria），84歲，西班牙足球運動員。
- 佩里卡·弗拉希奇，72歲，克羅埃西亞奧運賽艇運動員。[47]
- Basil Wigoder，83歲，英國政治家和大律師。
- 乔治·亚德利（George Yardley），75歲，美國NBA籃球運動員，ALS。[48]

### 13日
- 梅布爾·阿迪斯（Mabel Addis），92歲，美國作家，教師和第一位電子遊戲作家。
- 裘莉婭·柴爾德（Julia Child），91歲，美國廚師，法國美食作家和電視節目主持人，腎衰竭。[49]
- 池野成，73歲，日本作曲家。[50]
- 約瑟夫·保羅·克萊休斯（Josef Paul Kleihues），71歲，德國建築師。
- 唐納德·梅爾策（Donald Meltzer），81歲，美國克萊因精神分析學家。
- 米爾頓·波拉克（Milton Pollack），97歲，美國聯邦法官，曾對涉及華爾街的法庭案件作出裁決。[51]
- 彼得·伍德索普（Peter Woodthorpe），72歲，英國角色演員。[52]
- 阿庫·亞達夫（Akku Yadav），32歲，印度黑幫和罪犯，被私刑處死。
- 高容姬，52歲，朝鮮最高領導人金正日的情婦，金正恩的母親，乳腺癌。

### 14日
- 大衛·布朗（David Brown），76歲，美國賽艇運動員和奧運冠軍。[53]
- Dhananjoy Chatterjee，39歲，印度強姦犯和殺人犯，被處決。
- 威廉·大衛·福特（William David Ford），77歲，美國政治家，中風。[54]
- 尼爾·弗雷德里克斯（Neal Fredericks），35歲，美國電影攝影師（布萊爾女巫計劃），溺水身亡。
- 切斯瓦夫·米沃什，93歲，波蘭詩人，1980年諾貝爾文學獎得主，持不同政見者。[55]
- Bomber Moran，59歲，菲律賓演員，前列腺癌。
- 埃裡克·彼特裡（Eric Petrie），77歲，紐西蘭板球運動員。[56]
- 特雷弗·斯基特（Trevor Skeet），86歲，紐西蘭裔英國律師和政治家。

### 15日
- Sune Bergström，88歲，瑞典生物化學家，諾貝爾醫學獎獲得者。[57]
- 塞米哈·伯克索伊（Semiha Berksoy），94歲，土耳其歌劇歌手。[58]
- Amarsinh Chaudhary，63歲，印度政治家，心臟病發作。
- 查理斯·伊頓（Charles Eaton），94歲，美國少年舞臺和電影表演者。[59]
- 阿曼多·蘭布魯斯基尼（Armando Lambruschini），80歲，阿根廷海軍上將。
- 柯克·麥卡錫（Kirk McCarthy），37歲，澳大利亞摩托車公路賽車手，賽車事故。
- Paul Ngei，80歲，肯亞政治家，糖尿病。
- Atefah Sahaaleh，16歲，伊朗少女，政權受害者，被處以絞刑。[60]
- Min Thu Wun，95歲，緬甸詩人、作家和學者。

### 16日
- Acquanetta，83歲，美國B級電影女演員，綽號“委內瑞拉火山”，阿爾茨海默病。
- Babken Arakelyan，92歲，亞美尼亞歷史學家和考古學家。
- 伊万·赫林卡（Ivan Hlinka），54歲，捷克國家曲棍球隊和匹茲堡企鵝隊教練，交通事故。[61]
- Jikki，68歲，來自安得拉邦的印度歌手。
- J·歐文·米勒（J. Irwin Miller），95歲，美國商人、慈善家和民權宣導者。[62]
- Carl Mydans，97歲，美國攝影師。[63]
- 羅伯特·基羅加，35歲，美國世界拳擊冠軍，被謀殺。

### 17日
- 西婭·阿斯特利（Thea Astley），78歲，澳大利亞小說家。[64]
- 弗蘭克·科特羅尼（Frank Cotroni），73歲，義大利裔加拿大黑幫老大，象牙羅尼犯罪家族的老大，腦癌。
- Marosa di Giorgio，72歲，烏拉圭詩人和小說家。
- 角谷静夫，92歲，日裔美國數學家。[65]
- 傑克·馬歇爾（Jack Marshall），84歲，加拿大政治家。
- 熱拉爾·蘇扎伊（Gérard Souzay），85歲，法國男中音。[66]
- 凱恩·塔珀（Kain Tapper），74歲，芬蘭雕塑家。
- 阿曼多·德利·巴爾德斯（Armando Dely Valdés），40歲，巴拿馬足球運動員，心臟病發作。[67]

### 18日
- 蘇珊·瑪麗·艾爾索普（Susan Mary Alsop），84歲，美國社交名媛，女主人和作家。[68]
- 埃尔默·伯恩斯坦（Elmer Bernstein），82歲，美國電影作曲家（《徹底現代的米莉》，《捉鬼敢死隊》，《殺死一隻知更鳥》），奧斯卡獎得主（1968年），癌症。[69]
- 喬·道奇（Joe Dodge），82歲，美國爵士音樂家。[70]
- 鄺友良，97歲，美國商人和政治家，第一位當選美國參議員的亞裔美國人，腎衰竭。
- Gylfi Þorsteinsson Gíslason，87歲，冰島政治家。
- Anicet Kashamura，75歲，剛果政治家。
- Helen Niña Tappan Loeblich，86歲，美國微古生物學家。[71]
- 休·曼寧（Hugh Manning），83歲，英國演員（Emmerdale，The Elephant Man，Mrs Thursday）。
- 維克多·塞維拉·帕切科，68歲，墨西哥政治家，尤卡坦州前州長，心臟病發作。
- 烏代·普拉卡什，40歲，印度演員，酗酒。
- 查理·沃勒（Charlie Waller），69歲，美國藍草音樂家，鄉村紳士樂隊創始人。

### 19日
- 湯姆·鮑德溫（Tom Baldwin），57歲，美國賽車手，賽車事故。[72]
- 喬治·吉布森（George Gibson），98歲，美式橄欖球運動員和教練。[73]
- 埃德蒙·庫爾茨（Edmund Kurtz），95歲，俄裔美國大提琴家。[74]
- Kyi Maung，83歲，緬甸陸軍軍官和政治家。

### 20日
- Arthur Lever，84歲，威爾士職業足球運動員。[75]
- 瑪麗亞·安東尼塔·龐斯（MaríaAntonieta Pons），82歲，古巴出生的墨西哥女演員，出演倫貝拉電影。
- 摩西·沙米爾，83歲，以色列政治家、劇作家和專欄作家。[76]
- 萊斯利·謝潑德（Leslie Shepard），87歲，英國作家、檔案管理員和策展人。[77]

### 21日
- 維克多·阿維洛夫（Viktor Avilov），51歲，蘇聯和俄羅斯電影和戲劇演員，癌症。[78]
- 以撒·阿倫德·迪彭霍斯特，88歲，荷蘭政治家和法學家。[79]
- Maddy English，79歲，美國棒球運動員（AAGPBL）。[80]
- 比尔·霍布斯（Bill Hobbs），57歲，美國橄欖球運動員，意外死亡。[81]
- Hortensia Blanch Pita，89歲，西班牙作家。
- Sachidananda Routray，88歲，印度詩人和小說家。

### 22日
- 康斯坦丁·阿塞耶夫（Konstantin Aseev），43歲，俄羅斯國際象棋特級大師和教練，白血病。
- 安格斯·白求恩，95歲，澳大利亞政治家，塔斯馬尼亞州眾議院議員。
- 哈拉兰比耶·伊万诺夫，63歲，羅馬尼亞短距離皮划艇運動員和奧運會銀牌得主。[82]
- 喬治·基爾戈（George Kirgo），78歲，美國電視和電影編劇，美國作家協會主席，腎衰竭。[83]
- 吉姆·尼爾森（Jim Nelson），57歲，美國棒球運動員（匹茲堡海盜隊）。[84]
- 丹尼爾·彼特裡（Daniel Petrie），83歲，加拿大電影導演（《陽光下的葡萄乾》、《繭：回歸》、《海灣男孩》），癌症。[85]
- 雷吉納爾多·波洛尼（Reginaldo Polloni），87-88歲，義大利奧運賽艇運動員（1948年夏季奧運會男子四人單槳有舵手）。[86]
- Ota Šik，84歲，捷克經濟學家和政治家，1968年布拉格之春期間經濟自由化的設計師。
- 愛迪生·茲沃布戈（Eddison Zvobgo），68歲，辛巴威政治家，執政黨ZANU-PF的創始人，癌症。[87]

### 23日
- 叶里克·阿桑巴耶夫，68歲，哈薩克政治家和副總統（1991-1996）。
- Hank Borowy，88歲，美國棒球運動員。[88]
- 弗朗切斯科·密涅瓦（Francesco Minerva），100歲，義大利羅馬天主教大主教。[89]
- 安東尼·羅德斯（Anthony Rhodes），87歲，英國作家和學者。[90]
- 維克多·烏爾基迪（Víctor Urquidi），85歲，墨西哥公務員、經濟學家和學者。[91]

### 24日
- 理查·歐文（Richard Ervin），99歲，美國司法部長兼佛羅里達州首席大法官。[92]
- 伊莉莎白·庫伯勒-羅斯（Elisabeth Kübler-Ross），78歲，瑞士裔美國精神病學家。[93]
- 鮑勃·普萊斯（Bob Price），76歲，美國政治家（美國德克薩斯州地區代表）。[94]
- 艾薇·拉赫曼（Ivy Rahman），60歲，孟加拉國政治家，手榴彈襲擊。
- 愛德華多·拉米雷斯·維拉米扎爾（Eduardo Ramírez Villamizar），81歲，哥倫比亞畫家和雕塑家。

### 25日
- 唐納德·M·阿什頓（Donald M. Ashton），85歲，英國電影藝術總監和製作設計師，帕金森病。
- 凱倫·迪奧（Karen Dior），37歲，美國女演員，歌手，導演和變裝皇后，病毒性肝炎。
- 哈爾·埃普斯（Hal Epps），90歲，美國棒球運動員（聖路易斯紅雀隊、聖路易斯布朗隊、費城田徑隊）。[95]
- 馬塞洛·岡薩雷斯·馬丁，86歲，西班牙羅馬天主教紅衣主教和托萊多大主教（1971-1995）。[96]
- 卡爾·索科爾（Carl Szokoll），88歲，二戰期間的奧地利抵抗戰士，戰後作家和電影製片人。[97]
- 大衛·伍德沃德（David Woodward），61歲，英裔美國製圖歷史學家和製圖師，癌症。[98]

### 26日
- 恩佐·巴爾多尼（Enzo Baldoni），56歲，義大利記者，在伊拉克被謀殺。
- 劳拉·布拉尼根（Laura Branigan），52歲，美國流行歌手（“Gloria”，“Self Control”），腦動脈瘤。[99]
- 路易斯·卡特-鐘斯（Lewis Carter-Jones），83歲，英國政治家。[100]
- 拉賈南德，76歲，卡納達語電影界的印度演員。
- 林恩·湯瑪斯（Lyn Thomas），74歲，美國舞臺、電視和電影女演員。
- 馬蒂亞斯·沃爾茲（Matthias Volz），94歲，德國奧運體操運動員。[101]

### 27日
- Fernand Auberjonois，93歲，《匹茲堡郵報》和《托萊多刀鋒報》的瑞士外國新聞記者。[102]
- 威利·克勞福德（Willie Crawford），57歲，美國棒球運動員（洛杉磯道奇隊），腎病。[103]
- 戈特利布·格勒（Gottlieb Göller），69歲，德國足球運動員和經理。
- 蘇珊娜·卡倫（Suzanne Kaaren），92歲，美國女演員（《三個臭皮匠》電影）。[104]
- 拉裡·麥考密克（Larry McCormick），71歲，美國電視名人，癌症。
- 蘇珊·佩雷茨（Susan Peretz），64歲，美國女演員（《下午》，《梅爾文和霍華德》，《搖擺班》），乳腺癌。[105]
- 威廉·皮爾森（William Pierson），78歲，美國演員（Stalag 17，Three's Company，Corvette Summer），呼吸衰竭。[106]

### 28日
- 伊西多羅·布萊斯滕（Isidoro Blaisten），71歲，阿根廷作家。
- 西爾瓦娜·雅奇諾（Silvana Jachino），88歲，義大利女演員。
- 羅伯特·勒溫（Robert Lewin），84歲，美國製片人和編劇，肺癌。[107]
- 梅賽德斯·韋西諾（Mercedes Vecino），88歲，西班牙電影女演員。[108]

### 29日
- 唐納德·艾倫，92歲，美國文學編輯、出版商和翻譯家。[109]
- 伊萬·拉科維奇·克羅塔（Ivan Lacković Croata），72歲，克羅埃西亞天真的畫家，心臟病發作。
- 尼古拉·蓋特曼（Nikolai Getman），86歲，蘇聯/烏克蘭藝術家，古拉格被拘留者
- 海倫·萊恩（Helen Lane），83歲，美國翻譯。[110]
- 萊昂納德斯·本傑明·莫爾達尼（Leonardus Benjamin Moerdani），71歲，印尼將軍和政治家，中風和肺部感染。
- 勒內·梅尼爾（René Ménil），97歲，法國超現實主義作家和哲學家。[111]
- 安托萬·施納珀（Antoine Schnapper），71歲，法國藝術史學家。[112]
- 弗拉基米爾·韋萊比特，97歲，南斯拉夫政治家、外交官和軍事領導人。
- 漢斯·沃克（Hans Vonk），62歲，荷蘭指揮家，ALS。[113]

### 30日
- Dely Atay-Atayan，90歲，菲律賓喜劇演員和歌手。
- 羅伯特·博耶（Robert Boyer），56歲，加拿大視覺藝術家、powwow舞者和原住民遺產大學教授。[114]
- 威利·達夫（Willie Duff），69歲，蘇格蘭足球守門員（中洛錫安之心，查爾頓競技，彼得伯勒聯隊和鄧弗姆林競技隊）。[115]
- 弗蘭克·霍頓（Frank Horton），84歲，美國政治家。[116]
- 巴特·胡格斯（Bart Huges），70歲，荷蘭圖書館員，環鑽術的支援者。
- 德里克·詹森（Derek Johnson），71歲，英國運動員和田徑管理員，白血病。[117]
- E. Fay Jones，83歲，美國建築師和設計師，師從弗蘭克·勞埃德·賴特（Frank Lloyd Wright）。[118]
- 印第安人拉裡，55歲，美國摩托車製造商、藝術家和特技車手特技演員，在一次特技表演中受傷。[119]
- 馬里奧·萊夫雷羅（Mario Levrero），64歲，烏拉圭作家。
- 鮑勃·謝爾曼（Bob Sherman），63歲，美國演員。[120]
- 弗雷德·惠普尔（Fred Lawrence Whipple），97歲，美國天文學家。[121]

### 31日
- 埃德文·蘭塞姆（Edvin Landsem），79歲，挪威奧運越野滑雪運動員。[122]
- 塔瑪茲·納達雷什維利（Tamaz Nadareishvili），50歲，喬治亞政治家，心臟病發作。
- 萊克斯·彼得森（Lex Peterson），46歲，紐西蘭奧運雪橇運動員（1988年冬奧會雙人雪橇和四人雪橇）。[123]
- 卡爾·韋恩（Carl Wayne），61歲，流行樂隊The Move的英國主唱，癌症。[124]